# Црква Срца Исусова и самостан сестара Служавки Малога Исуса на Младицама
Црква Срца Исусова и самостан сестара Служавки Малога Исуса су угашени вјерски објекти католичке цркве, који се налазе у источносарајевском градском насељу Младице, а на територији општине Источна Илиџа. Објекти се налазе на територији која је у надлежности Врхбосанске надбискупије, а активна вјерска служба је прекинута након завршетка Другог свјетског рата, након што су 1946. године тадашње комунистичке власти протјерале часне сестре.

## Историјат
Тадашњи врхбосански надбискуп Јосип Штадлер је за потребе издржавања часних састара, дјеце и стараца у надбискупским центрима купио неколико економија. Године 1900. чуо је да  један бег продаје своју кућу и велико имање с кметовима, од 345 дунума земље, недалеко од Сарајева, на Младицама. Одлучио је купити ову економију за издржавање надбискупских убожница у Сарајеву, тим више што је само 9 км то јесте 2 сата хода, удаљено од надбискупског центра „Витлејем”. Тако су се сестре 9. јула 1900. доселиле на Младице, а Марта Голец је постала прва сестра друштва. Надбискуп Штадлер економију на Младицама назива „Поље Срца Исусова”. На поласку је дао сестрама и слику Срца Исусова, коју су ставиле у собу коју су уредиле за прву кућну капелицу. Касније је саграђен и нови самостан с лијепом црквицом Срца Исусова, коју је 29. септембра 1910. благословио надбискуп Штадлер. Ту је било смјештено увијек до 14 сестара, које су саме обављале све послове, оне тада саме ору и копају, сију и жању, како би своју сирочад прехраниле. Овдје су долазила на опоравак дјеца из надбскупских центара кад би била болесна. Године 1917. године, подршком и разумијевањем надбискупа Штадлера, у самостану на Младицама је подигнут и завод за ратну сирочад, која су похађала и основну школу у самом мјесту.
Због великих превирања на друштвено-политичкој сцени, одмах након Другог свјетског рата 1946. године, власти нове државе протјерују сестре Служавке Малога Исуса из цијеле Босне и Херцеговине, чиме се активна вјерска служба у овом самостану завршава, а током 1949. године самостан је национализован и претворен у колективни центар. 

### Друштво сестара Служавки Малога Исуса
Друштво сестара Служавки Малога Исуса установљена је 24. октобра 1890. године у Сарајеву, а оснивач овог друштва је врхбосански надбискуп Јосип Штадлер. Због великог броја сиромашних основано је Друштво, које започиње своје дјеловање у старој трошној кући у улици Мједеници у Сарајеву. Да би Друштво могло проширити своје дјеловање чинећи дјела милосрђа, била је потреба за већом зградом, гдје би се могло дати мјесто сиромасима и самим сестрама. Зато надбискуп Штадлер узима на дуг земљиште на Бјелавама у Сарајеву за изградњу центра, у који се уселило 24. октобра 1898. године. Иста кућа постаје за новонастало Друштво и сједиште Врховне управе све до 1949. године. Да би помогао сиромасима и уздржавању самих сиротишта, надбискуп Штадлер купује три економије на којима су сестре радиле тешке послове. Била су то имања у Витезу, Чардаку у Посавини и Младицама недалеко од Сарајева.

## Данас
С обзиром на велики степен урбанизације данашњег градског језгра Источног Сарајево, локалитет Младице, који је некада био доста удаљен од града Сарајева се нашао у самој градској зони новог града. У дијелу града Источног Сарајева који се назива Доње Младице, а налази се на територији општине Источна Илиџа још и данас, и ако трошни постоје самостан сестара и црква. Данас су у тој кући смјештене избјеглице а црква се користи као магацин пољопривредног добра које обрађује поље, некада названа „Поље Срца Исусова”.
На попису становништва у Републици Српској, који је одржан током 2013. године у двије градске општине града Источног Сарајева, Источној Илиџи и Источном Новом Сарајеву, пописано је 243 припадника католичке вјероисповијести.